# Cide
Cide, ceide, cidi, side ou sidi (sīdī; lit. "senhor", "príncipe" ou "guerreiro"), derivado do árabe clássico saíde (sayyid), gerou a terminologia do castellano antigo mio Çid
 provido da expressão (la última -ī que é um pronome possessivo do árabe) gerando a palavra el cid em castelhano e em tradução livre para o português meu senhor .